# جدول زمانی توکیو
جدول زمانی توکیو (انگلیسی: Timeline of Tokyo) جدول زمانی زیر تاریخ توکیو، ژاپن است.

## قبل از قرن ۱۹
- ۱۴۵۷ - قلعه ادو ساخته شد.[۱]
- ۱۶۱۷ - یوشیوارا (منطقه روسپیگری) شروع به فعالیت کرد.[۲]
- ۱۶۳۴ - سانکین کوتای سیاست برقرار شد.[۳]
- ۱۶۵۷–۲ مارس: آتش‌سوزی بزرگ می‌رکی رخ می‌دهد.[۴]
- ۱۶۸۲ -  آتش‌سوزی بزرگ تننا ۱۶۸۲.[۵]
- ۱۶۹۸ -  آتش‌سوزی بزرگ چوکوگاکو ۱۶۹۸.[۵]
- ۱۷۰۷ - دسامبر: فوران آتشفشان هوئی; خاکستر روی ادو می‌افتد.[۵]
- ۱۷۲۱ - اولین سرشماری جمعیت ادو انجام شد (جمعیت ادو حدود ۱٫۳ میلیون نفر).[۴]

## قرن ۱۹
- ۱۸۵۳
  - ۸ ژوئیه: آمریکایی اردوکشی ناخدا پری وارد خلیج ادو شد.
  - اودایبا قلعه‌های جزیره ای در خلیج ادو ساخته شد.
  - باغ هانایاشیکی افتتاح شد.[۲]
- ۱۸۵۵–۱۱ نوامبر: زلزله ادو (۱۸۵۵) رخ می‌دهد.
- ۱۸۵۶ - «صد منظره مشهور ادو» هیروشیگه منتشر شد.
- ۱۸۶۸ - «ادو» به «توکیو» تغییر نام داد.[۴]
- ۱۸۶۹
  - پایتخت امپراتوری ژاپن از کیوتو به توکیو منتقل شد.[۶]
  - معبد یاسوکونی (زیارتگاه) تأسیس شد.[۶]
  - تلگراف یوکوهاما-توکیو شروع به کار کرد.[۷]
- ۱۸۷۱ - ایساکی ریجی استودیوی عکس در تجارت را افتتاح کرد

.
- ۱۸۷۲
  - نمایشگاه یوشیما سیدو برگزار می‌شود.
  - اکتبر: راه‌آهن یوکوهاما-توکیو شروع به کار کرد.[۹]
  - توکیو نیچی نیچی شینبون (روزنامه) شروع به انتشار کرد.
  - «آیین‌نامه‌هایی با هدف تمدن‌سازی مردم در توکیو وضع شده‌است.»[۷]
  - کتابخانه امپراتوری در توکیو احداث شد.[۱۰]
- ۱۸۷۳ - بانک دایچی کانگیو تأسیس شد.[۱۱]
- ۱۸۷۴ - دانشگاه آئویاما گاکواین و دانشگاه ریکیئو تأسیس شد.[۶]
- ۱۸۷۷
  - دانشگاه توکیو[۷] and Fifteen Bank [ja][۱۱] تأسیس شد.
  - نمایشگاه ملی صنعتی برگزار شد.[۱۲]
- 1880 - Mitsubishi Bank و بانک فوجی تأسیس شد.[۱۳]
- ۱۸۸۱
  - موزه ملی توکیو ساخته شد.[۱۴]
  - مؤسسه فناوری توکیو تأسیس شد.
- ۱۸۸۲
  - بانک ژاپن در شهر احداث شد.[۱۱]
  - باغ‌وحش اوئنو باز می‌شود.[۱۵]
- ۱۸۸۴ - راه‌آهن خط یامانوته شروع به کار کرد.[۹]
- ۱۸۸۶ - «نخستین بیلبورد تبلیغاتی ثابت در توکیو» نصب شد.[۱۶]
- ۱۸۸۷ - مدرسه هنر توکیو [ja] تأسیس شد.[۷]
- ۱۸۸۸
  - روزنامه آساهی" (روزنامه) شروع به انتشار کرد.
  - رصدخانه توکیو [ja] تأسیس شد.
- ۱۸۸۹
  - "شهر توکیو و ۱۵ بخش تاسیس شد."[۴]
  - کابوکی‌زا (تئاتر) افتتاح می‌شود.[۲]
- ۱۸۹۰
  - تلفن شروع به کار کرد.[۷]
  - جمعیت: ۱٬۱۵۵٬۲۹۰.[۱۷]
- ۱۸۹۴ - ساختمان دولتی توکیو فو در مارونوئوچی ساخته شد.[۴]
- ۱۸۹۷ - مارس: تصویر متحرک برای اولین بار نمایش داده شد.[۱۸]

## قرن ۲۰

### دهه ۱۹۰۰–۱۹۴۰
- ۱۹۰۱ - حلقه (باشگاه) عکاسی توکیو تشکیل شد.[۸]
- ۱۹۰۲ - بانک صنعتی ژاپن در شهر احداث شد.[۱۱]
- ۱۹۰۳
  - تراموا برقی شروع به کار می‌کند.[۱۹]
  - سالن الکتریک (سینما) افتتاح شد.[۲]
- ۱۹۰۵–۵ سپتامبر: حادثه آتش‌زای هیبیا رخ می‌دهد.[۱]
- ۱۹۰۶ - ایستگاه هاراجوکو باز می‌شود.
- ۱۹۰۷ - نمایشگاه صنعتی توکیو برگزار شد.[۱۲]
- ۱۹۱۰ - لونا پارک افتتاح شد.
- ۱۹۱۱ - تئاتر امپراتوری افتتاح شد.[۲۰]
- ۱۹۱۴
  - دسامبر: ایستگاه توکیو باز می‌شود.[۹]
  - نمایشگاه تایشو برگزار شد.[۷]
- ۱۹۱۶ - انجمن عکاسان توکیو تأسیس شد.[۸]
- ۱۹۱۷ - Asakusa Opera [ja] فعال است.[۲۱]
- ۱۹۱۸
  - شورش برنج ۱۹۱۸ میلادی رخ می‌دهد.[۷]
  - نور نئون در گینزا نصب شد.[۱۶]
- ۱۹۲۰
  - معبد میجی ساخته شده‌است.[۶]
  - جمعیت: ۳٬۶۹۹٬۴۲۸.[۴]
- ۱۹۲۱–۴ نوامبر: نخست‌وزیر ژاپن هارا تاکاشی ترور شد.[۱]
- ۱۹۲۳–۱ سپتامبر: زمین‌لرزه بزرگ کانتو رخ می‌دهد.[۲۲]
- ۱۹۲۵ - ایستگاه پخش توکیو [ja] شروع به کار کرد.[۲۳][۱۸]
- ۱۹۲۶
  - «آپارتمان مسکن عمومی» ساخته شده‌است.[۷]
  - ارکستر سمفونیک ان‌اچ‌کی[۲۴] و موزه هنر متروپولیتن توکیو تأسیس شد.
- ۱۹۲۷ - خط گینزا بین آساکوسا و اوئنو شروع به کار کرد.[۷]
- ۱۹۲۸ - پارک دایبا در خلیج توکیو افتتاح شد.
- ۱۹۲۹ - توکیو مارچ آهنگ/فیلم محبوب شد.[۲۵]
- ۱۹۳۰ - جمعیت: ۴٬۹۸۶٬۹۱۳.[۱۷]
- ۱۹۳۱ - فرودگاه هانه‌دا شروع به کار کرد.[۴]
- ۱۹۳۳ - پنج طبقه اول برج دی‌ان ۲۱ ساخته شد.
- ۱۹۳۴
  - یومیئوری جاینز تیم بیسبال تشکیل شد.[۲۶]
  - Hibiya Theatre [ja] باز می‌شود.[۲۰]
- ۱۹۳۶
  - کونیکا به عنوان یک شرکت سهامی از طریق سازماندهی مجدد تأسیس شد.[۲۷]
  - موزه صنایع دستی مردمی ژاپن تأسیس شد.[۲۸]
- ۱۹۳۷ - استادیوم کوراکوئن افتتاح شد.[۲۶]
- ۱۹۳۸ - باغ ریکوگی (پارک) باز شد.
- ۱۹۴۰ - جمعیت: ۶٬۷۷۸٬۸۰۴.[۱۷]
- ۱۹۴۱
  - بندر توکیو باز می‌شود.[۴]
  - مؤسسه فرهنگی ایتالیا در توکیو افتتاح شد.[۲۹]
- ۱۹۴۲ - آوریل: بمباران توکیو توسط نیروهای آمریکایی آغاز شد.
- ۱۹۴۳ - سیستم مدیریت شهری ایجاد شد.[۴]
- ۱۹۴۵
  - ۱۰ مارس: بمباران توکیو (۱۰ مارس ۱۰۹۴۵) ۹۰۰۰۰ تا ۱۰۰۰۰۰ نفر را کشت و یک چهارم ساختمان‌های شهر را ویران کرد.
  - اوت: بمباران توکیو توسط نیروهای آمریکایی به پایان می‌رسد.
  - بانک پس‌انداز ژاپن [ja] تأسیس شد.[۱۱]
  - جمعیت: ۳٬۴۸۸٬۲۸۴.[۳۰]
- ۱۹۴۶ - دادگاه توکیو آغاز می‌شود.[۲۳]
- ۱۹۴۷
  - سیچیرو یاسویی به عنوان فرماندار انتخاب شد.[۴]
  - ۲۳ مناطق ویژه توکیو ایجاد شد.[۴]
- ۱۹۴۸ - کتابخانه شورای ملی ژاپن احداث می‌شود.[۱۰]

### دهه ۱۹۵۰–۱۹۹۰
- ۱۹۵۰ - جمعیت: ۶۲۷۷۵۰۰.[۳۰]
- ۱۹۵۵
  - نمایشگاه بین‌المللی تجارت توکیو آغاز می‌شود.[۳۱]
  - جمعیت: ۶٬۹۶۶٬۴۹۹.[۱۷]
- ۱۹۵۶ - شهر میزبان قهرمانی جودو جهان ۱۹۵۶ بود.
- ۱۹۵۸
  - ورزشگاه ملی ژاپن باز می‌شود.
  - مه: بازی‌های آسیایی ۱۹۵۸ در توکیو برگزار شد.
  - نوامبر: شهر میزبان قهرمانی جودو جهان ۱۹۵۸ است.
- ۱۹۶۱
  - موزه هنر سانتوری افتتاح شد.
  - Higashi-Ikebukuro Taishôken ramen در تجارت.[۳۲]
- ۱۹۶۴
  - توکایدو شینکانسن (قطار پرسرعت) شروع به کار کرد؛[۳۳]
  - اکتبر: بازی‌های المپیک تابستانی ۱۹۶۴ در توکیو برگزار شد.[۲۲]
  - تی‌وی توکیو پخش خود را آغاز می‌کند.[۱۶]
  - هتل نیو اوتانی توکیو ساخته شده‌است.
- ۱۹۶۷
  - ژانویه: شهر میزبان مسابقات قهرمانی جهانی والیبال زنان  ۱۹۶۷ است.
  - پارک یویوگی ایجاد شد.
- ۱۹۶۸
  - ساختمان کاسومیگاسکی ساخته شد.
  - رامن جیرو غذاخوری شروع به کار کرد.[۳۲]
- ۱۹۶۹ - «دستورالعمل کنترل آلودگی متروپولیتن توکیو [ja] تصویب شد.»[۴]
- ۱۹۷۱ - هتل کیو پلازا ساخته شد.
- ۱۹۷۱ - شورش زنگاکو در توکیو علیه شرایط بازگرداندن اوکیناوا از ایالات متحده به کنترل ژاپن تظاهرات کردند.
- ۱۹۷۲ - برج کپسول ناکاگین ساخته شد.
- ۱۹۷۳ - کتابخانه متروپولیتن توکیو افتتاح شد.[۱۰]
- ۱۹۷۵
  - انتخابات شهردار بخش برگزار شد.[۴]
  - جمعیت: ۸٬۶۴۰٬۰۰۰[۳۴]
- ۱۹۷۹ - ژوئن: پنجمین اجلاس G7 در شهر برگزار شد.
- ۱۹۸۸
  - توکیو دم (استادیوم) افتتاح شد.[۲۶]
  - گلخانه گیاهان استوایی یومه‌نوشیما تأسیس شد.[۳۵]
- ۱۹۸۹ - بونکامورا مکان فرهنگی افتتاح شد.
- ۱۹۹۱ - دولت شهری به شهرداری توکیو در شینجوکو نقل مکان کرد.[۴]
- ""۱۹۹۰"" اقتصاد حباب دار فرو می‌پاشد و باعث کاهش شدید قیمت زمین توکیو می‌شود.
- ۱۹۹۱ شهرداری توکیو جدید در شینجوکو تکمیل شد. دولت شهری از دفاتر سابق خود در یوراکوچو نقل مکان می‌کند.
- ۱۹۹۳ پل رنگین‌کمان تکمیل شد. از توسعه منطقه ساحلی در خلیج توکیو، اودایبا پشتیبانی می‌کند.
  - پل رنگین‌کمان باز می‌شود.[۴]
  - برج دی‌ان ۲۱ به شکل امروزی بازسازی و ساخته شد.
- ۱۹۹۵ در ۲۰ مارس، فرقه اوم شینریکو گاز اعصاب سارین  را در سیستم متروی توکیو منتشر کرد. ۱۲ نفر کشته و هزاران نفر متأثر شدند (به حادثه حمله با گاز سارین در متروی توکیو مراجعه کنید).[۲۲] فرماندار تازه منتخب توکیو یوکیو آئوشیما «نمایشگاه شهر جهانی» را لغو کرد قرار بود در سال ۱۹۹۶ در منطقه ساحلی اودایبا برگزار شود.
- ۱۹۹۶ - مرکز همایش نمایشگاه بین‌المللی توکیو افتتاح شد.
- ۱۹۹۹ محافظه کار شینتارو ایشیهارا به عنوان فرماندار توکیو انتخاب شد

### دهه ۲۰۰۰–۲۰۲۰
- ۲۰۰۰ - جمعیت: ۸٬۱۳۰٬۴۰۸.[۳۶]
- ۲۰۰۰ خط خط اوادو مترو باز می‌شود.
  - به دلیل فوران آتشفشان، همه ساکنان میاکجیما تخلیه می‌شوند. آنها تا سال ۲۰۰۵ نتوانستند برگردند.
- ۲۰۰۱ استودیو جیبلی، موزه جیبوری خود را در میتاکا، توکیو، در ناحیه تامای شرقی باز می‌کند.
- ۲۰۰۳ شینتارو ایشیهارا دوباره به عنوان فرماندار توکیو انتخاب شد. روپونگی هیلز باز می‌شود.
- ۲۰۰۵'' تسوکوبا اکسپرس خط راه‌آهن باز شد.
- ۲۰۰۷ تکمیل توکیو میدتاون (در حال حاضر بلندترین ساختمان مرتفع شهر) و تکمیل خط فوکوتوشین.
- ۲۰۰۸ مناقصه المپیک ۲۰۱۶ توکیو به کمیته بین‌المللی المپیک ارسال شد. شرکت متروی توکیو عملیات خط فوکوتوشین خود را آغاز می‌کند. طول شبکه مترو نزدیک به ۴۰۰ کیلومتر است.
- ۲۰۱۱ تکمیل توکیو اسکای‌تری، بلندترین سازه ژاپن (ارتفاع ۶۳۴ متر بالاتر از برج سی‌ان در تورنتو به عنوان بلندترین سازه مستقل جهان). تکمیل نوسازی ایستگاه توکیو.
- ۲۰۱۱ زمین‌لرزه و سونامی ۲۰۱۱ توهوکو که بسیاری از سواحل شمال شرقی هونشو را ویران کرد در توکیو احساس شد. به دلیل زیرساخت‌های مقاوم در برابر زلزله توکیو، آسیب مستقیم در کلان‌شهر توکیو جزئی بود. با این حال، زندگی اقتصادی شهر و کشور به ویژه به دلیل کمبود برق به‌طور جدی مختل شد.
- ۲۰۲۰'' همه‌گیری کووید-۱۹ در توکیو.